# ラップ (食品)
ラップ（英: wrap）は柔らかいフラットブレッドで具を巻いた食品。
フラットブレッドとしては小麦粉のトルティーヤ、ラヴァッシュ、ピタが一般に用いられる。具には通常スライスしたハムやソーセージ、鳥肉、魚が使われ、そのほかにレタスや細かく切ったトマトもしくはピコ・デ・ガヨ、ワカモレ、マッシュルームソテー、ベーコン、グリルオニオン、チーズも加えられる。ソースはランチドレッシングやハニーマスタードなどである。

## 歴史

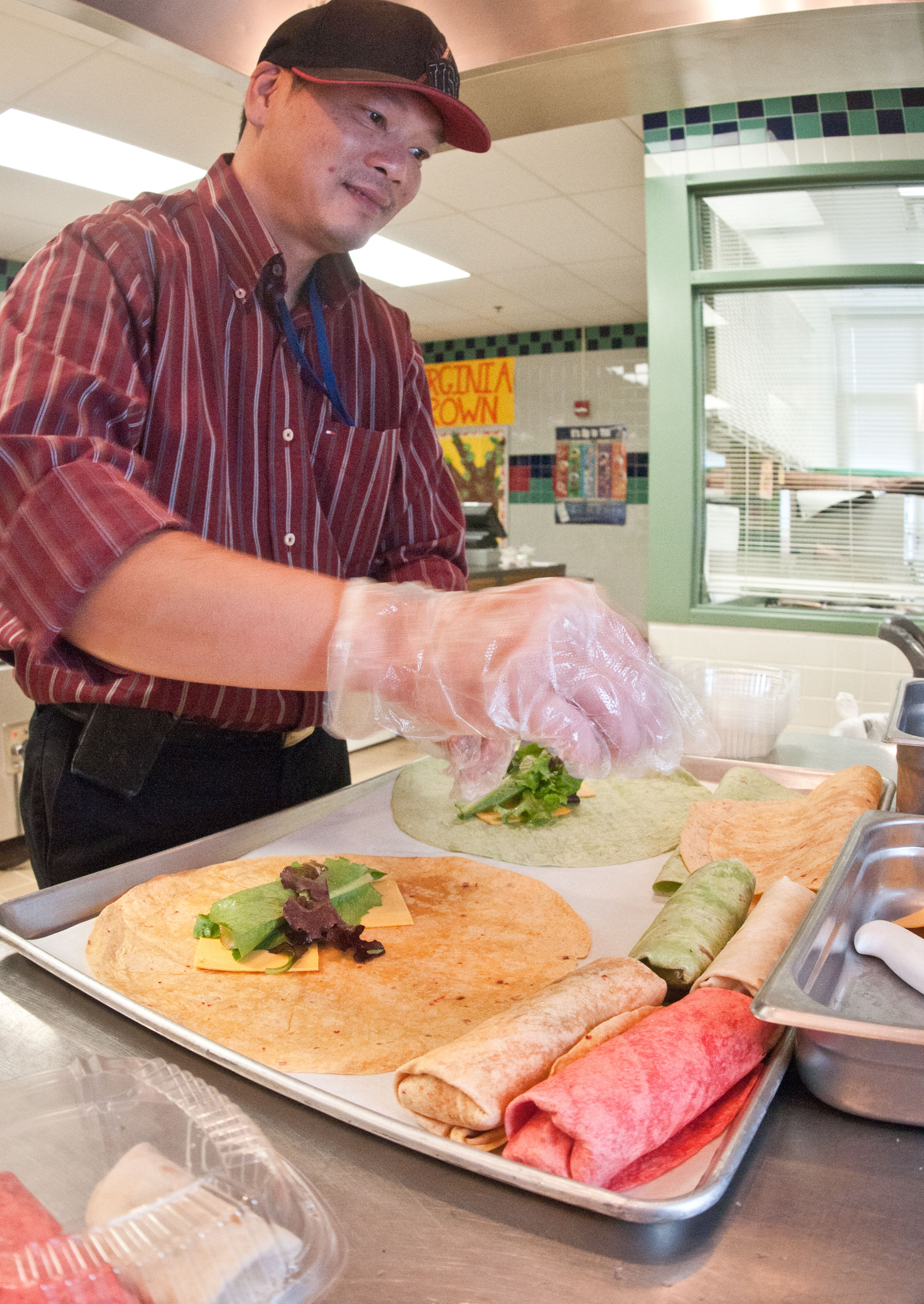
ラップを作成している様子。

メキシコ、地中海、南アジアの人々は1900年代ごろから、もしくはそれ以前からラップを食べていた。メキシコ人はブリトーと呼んでいた。材料には様々なバリエーションがあり、小麦粉もしくはトウモロコシ粉で作った薄焼きパンで肉、豆、米、チーズなどの具を包んでいた。
西洋風のラップはおそらくカリフォルニアにおいてメキシコ料理とテクス・メクス料理のブリトーが一般化する形で発生し、1990年代に広まった。「ラップ」の発明と命名は1980年代の初めに南カリフォルニアの「アイ・ラブ・ジューシー」というチェーンが行った可能性がある。ニューヨークのOVOビストロは1990年に「キング・エドワード」という名でラップ・サンドイッチを提供し始めた。ボビー・バレンタインがコネチカット州スタンフォードで経営しているスポーツギャラリーカフェが同時期にラップを作り出したという説もあるが、バレンタイン自身はそれほど強く主張していない。「それは伝説や風聞というものでしょう。でも、誰かに反論されたりもっともらしい話が出てこない限り、私がラップを発明したと言っておきましょう」バレンタインの店ではパンが切れたときにベス・ドランというウェイトレスが初めてラップを作ったとされている。バレンタインの証言では「ラップ」の名を使い始めたのは1990年代半ばだというが、カリフォルニアでの記録はそれより早い。全米にラップを普及させたのはサンフランシスコを拠点とするチェーン、ワールド・ラップスだとされている。同チェーンは1995年2月に1号店を開店させた。

## 飲食店におけるラップ
ケバブをパラーターで包んだカティロールは1900年代にインドのコルカタでストリートフードとして普及した。長年にわたって様々なバリエーションが生まれたが、現在はすべてカティロールと呼ばれている。
米国ではカミーユズ・サイドウォーク・カフェ、ソニック・ドライブイン、ジェイソンズ・デリ、バッファロー・ワイルド・ウィングズ、サブウェイ、チックフィレイ、ローリー・ポーリー、マカリスターズ・デリのような飲食店がラップを提供している。KFCはフライドチキンをレタス、マヨネーズ、サルサと巻いたラップをメニューに載せている。マクドナルドにはフライかグリルした鶏肉、レタス、チェダーチーズ、ランチドレッシングを使ったスナックラップがある。スモーキーボーンズ・バーベキュー＆グリルはグリルのメニューにポルトベッロ・チキンラップを加えている。